# Vânători-Neamț
Vânători-Neamț – wieś w Rumunii, w okręgu Neamț, w gminie Vânători-Neamț. W 2011 roku liczyła 4726 mieszkańców.